# جايسون مور
جايسون مور (بالإنجليزية: Jason Moore)‏ (4 أبريل 1978 بديكاتور في الولايات المتحدة - ) هو لاعب كرة قدم أمريكي في مركز الوسط. شارك مع منتخب الولايات المتحدة تحت 17 سنة لكرة القدم ومنتخب الولايات المتحدة تحت 20 سنة لكرة القدم. أما مع النوادي، فقد لعب مع دي.سي. يونايتد وشيكاغو فاير وكولورادو رابيدز ونيو إنجلاند ريفولوشن وGeneration Adidas ‏.

## وصلات خارجية
- جايسون مور على موقع الاتحاد الدولي (مؤرشف)  (الإنجليزية)
- جايسون مور على موقع الدوري الأمريكي (الإنجليزية)
- جايسون مور على موقع قاعدة بيانات كرة القدم.إي يو (الإنجليزية)
- جايسون مور على موقع أوليمبيديا (الإنجليزية)